# Хенрикссон, Линнея
Линне́я Хе́нрикссон (швед. Linnea Henriksson, род. 9 ноября 1986 года) — шведская певица.

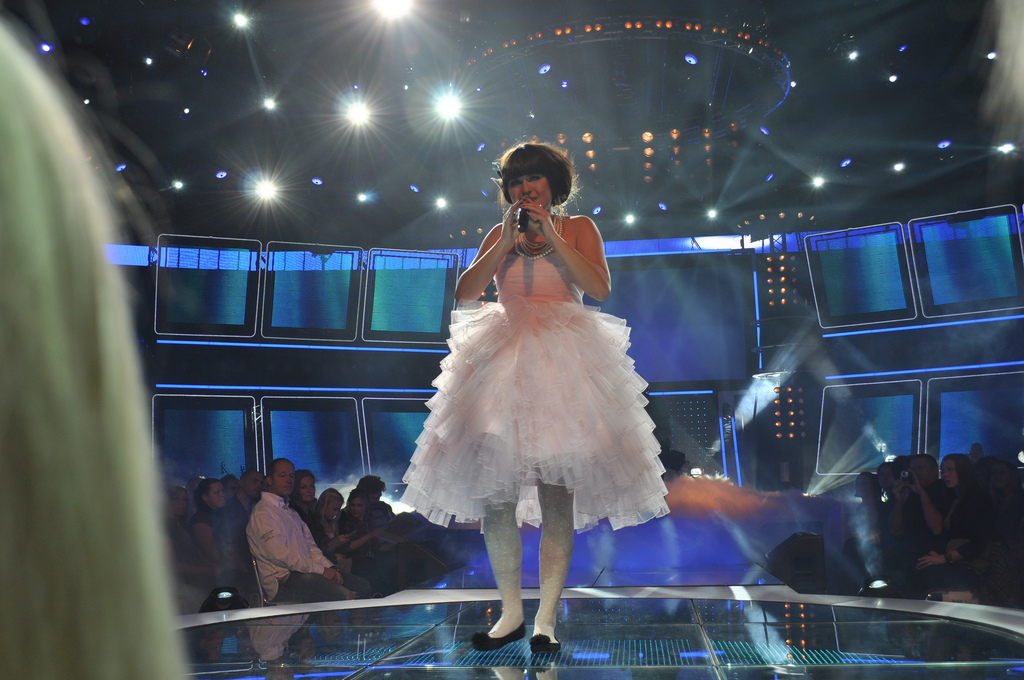
Выступление Линнеи Хенрикссон на финальном концерте шоу Idol 2010 года

Получила музыкальное образование в Скурупской народной школе, где в 2007 году познакомилась с участниками джазового ансамбля Prylf. В том же году Хенрикссон вошла в его состав в качестве вокалистки и записывала альбом Kind of Green (2010), после выпуска которого принимала участие в шведской версии музыкального шоу талантов Idol.
В 2011 году вышел сольный сингл певицы Väldigt kär/Obegripligt ensam, песни на нём были написаны в сотрудничестве с шведским певцом Орупом. Дебютный студийный альбом Хенрикссон под названием Till mina älskade och älskare был выпущен в 2012 году и занял 21-е место в национальном хит-параде, а сингл «Lyckligare nu», сопровождавший релиз, достиг лучшей тройки.

## Дискография
Альбомы
- 2010 — Kind of Green (в составе Prylf)
- 2012 — Till mina älskade och älskare
- 2014 — Du söker bråk, jag kräver dans

Синглы
- 2011 — «Väldigt kär»/«Obegripligt ensam»
- 2012 — «Alice»
- 2012 — «Lyckligare nu»